# Andrea Norheim
Andrea Norheim (Stavanger, 1999. január 30. –) norvég női korosztályos válogatott labdarúgó.

## Pályafutása
2006-ban a Bryne együttesénél kezdte karrierjét és az itt töltött 8 éve alatt több mint 1400 találatot jegyzett különböző korosztályokban. 16 évesen került a Klepphez és bemutatkozhatott a norvég élvonalban.
Az Olympique Lyon 2016-ban kínált számára lehetőséget, de a francia klub keretébe nem sikerült beverekednie magát, így további fejlődése érdekében a Piteå IF gárdájához került, ahol első szezonjában bajnoki címet szerzett. 2020-ban visszatért hazájába és az Avaldsnes együtteséhez csatlakozott.

### A válogatottban
Az U15-ös válogatottban lépett első alkalommal nemzeti színekben pályára és a Svédország elleni mérkőzésen góllal debütált.

## Sikerei

### Klubcsapatokban
Svéd bajnok (1):
- Piteå IF (1): 2018

 Francia bajnok (1):
- Olympique Lyon (1): 2016–17

 Francia kupagyőztes (1):
- Olympique Lyon (1): 2017

Bajnokok Ligája győztes (1):
- Olympique Lyon (1): 2016–17

## Magánélete
Édesapja Stig Norheim, korábbi norvég kupagyőztes labdarúgó, édesanyja Monica Penne Norheim pedig háromszoros norvég hétpróba bajnok.